# Coro de Santo Tomás de Leipzig
El Coro de santo Tomás (en alemán:Thomanerchor ) es un coro de niños y jóvenes de la Iglesia de Santo Tomás (Thomaskirche) de Leipzig, Sajonia. 92 niños entre los 9 y los 18 años forman el coro. Los coristas, llamados Thomaner, viven en un internado, el Thomasalumnat, y estudian en la Thomasschule, un instituto humanístico con énfasis en la formación musical. Los Thomaner más jóvenes acuden a la escuela primaria 76. Grundschule in der Manetstraße.

## El coro

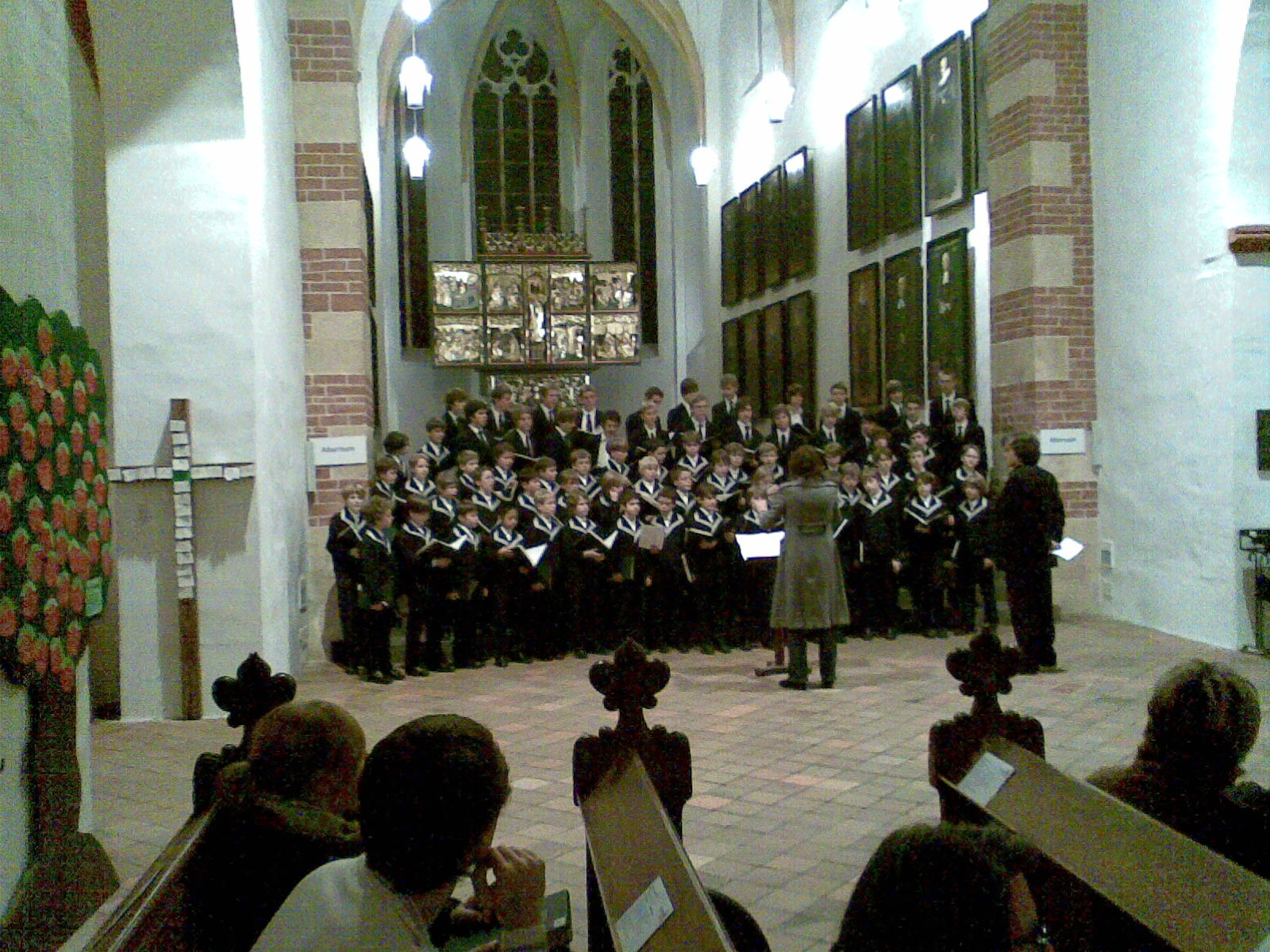
Tomanerchor

Tradicionalmente, el coro centra su trabajo en las obras vocales de Johann Sebastian Bach, pero el repertorio abarca la música religiosa y profana de prácticamente todos los periodos desde el Renacimiento hasta la actualidad. Su director, Georg Christoph Biller, es el decimosexto cantor de santo Tomás después de Johann Sebastian Bach.
Los 93 miembros del coro viven en el Alumnat de la Hillerstraße.
Además de los conciertos en toda Alemania (al menos dos grandes viajes anuales por el país) y de sus presentaciones en el extranjero, el coro de santo Tomás canta tres veces por semana en la iglesia del mismo nombre. Se lo puede ver los viernes a las seis de la tarde y los sábados a las tres. Los domingos canta en el culto dominical a las nueve y media. En las vacaciones de verano, los alumnos están libres de sus obligaciones musicales. El coro también actúa en las grandes fiestas protestantes. La entrada a las presentaciones en la Iglesia de Santo Tomás cuesta dos euros.

## Historia
En el año 1212 el Margrave de Meißen ordenó la fundación del Coro de los Agustinos en el Monasterio de santo Tomás de Leipzig.
Pertenecía al monasterio una escuela conventual que formaba a los jóvenes eclesiásticos y que pronto sería también accesible a los niños cantores que no vivieran en el convento. Desde que se introdujo la reforma protestante en Leipzig en el año 1539, dicha ciudad se encarga del coro, que constituye por tanto la institución cultural más antigua de esta localidad. En tiempos de Bach, el Thomanerchor disponía de alrededor de 16 miembros cantores. Tras la muerte de este celebérrimo cantor de santo Tomás, le sucedieron en la cantoría personalidades significativas como Doles, Hiller y Moritz Hauptmann.
A finales del siglo XIX, la escuela de Santo Tomás, edificio contiguo a la iglesia del mismo nombre, fue derribada y el coro se trasladó a la Hillerstraße en el actual «barrio de la música» de Leipzig. En tiempos del nazismo, en 1937, el coro fue integrado a las Juventudes Hitlerianas. Los cantores de entonces, Karl Straube y Günther Ramin, consiguieron, sin embargo, mantenerse lo más alejados posible de la ideología nazi, empezando por el repertorio: Ramin se había especializado ya poco después de su ingreso en el cargo en la música religiosa.
Desde los años veinte, el coro emprendió viajes muy exitosos por el extranjero, mas en sus giras iniciales no salieron de Europa.
Los cantores Ramin y Straube no sólo se ocuparon de defender al coro lo más posible de la ideología nazi, sino también del nuevo tratamiento de la figura de Bach que había comenzado Straube y continuó su alumno Ramin.
En tiempos de la República Democrática Alemana se efectuaron algunas grabaciones discográficas muy significativas, de las que destacan especialmente las de las cantatas de Bach dirigidas por Hans-Joachim Rotzsch en los años setenta. Rotzsch se retiró en 1991 y desde 1992 dirige el coro Georg Christoph Biller, siendo, pues, el decimosexto sucesor de Bach.

## Antiguos miembros célebres del coro de santo Tomás
- Carl Philipp Emanuel Bach
- Günther Ramin
- Jörg-Peter Weigle
- Die Prinzen (grupo musical)
- Hans-Jürgen Beyer
- Georg Christoph Biller
- Reiner Süß
- Erhard Mauersberger
- Martin Christian Vogel
- Korbinian Biller
- Ensemble amarcord
- Stephan Genz
- Hanns-Martin Schneidt
- Matthias Weichert

## Literatura
- Heinrich Lehmann: Die Thomaner auf Reisen, Breitkopf & Härtel, Leipzig 1937
- Horst List: Aus der Geschichte des Thomanerchores. Thomanerchor, Leipzig 1953.
- Lenka von Koerber: Wir singen Bach. Der Thomanerchor und seine Kantoren. Urania-Verlag, Berlín 1954.
- Horst List: Auf Konzertreise. Ein Buch von den Reisen des Leipziger Thomanerchores. Reich, Hamburg-Bergstedt 1957.
- Richard Petzoldt: Der Leipziger Thomanerchor. Edition Leipzig, Leipzig 1962.
- Bernhard Knick: St. Thomas zu Leipzig. Schule und Chor. Stätte des Wirkens von Johann Sebastian Bach. Bilder und Dokumente zur Geschichte der Thomasschule und des Thomanerchores mit ihren zeitgeschichtlichen Beziehungen. Mit einer Einführung von Manfred Mezger. Breitkopf & Härtel, Wiesbaden 1963.
- Hans-Jochim Rothe: Thomanerchor zu Leipzig, Deutsche Demokratische Republik. Thomanerchor, Leipzig 1968.
- Horst List: Der Thomanerchor zu Leipzig. Deutscher Verlag für Musik, Leipzig 1975.
- Armin Schneiderheinze: Der Thomanerchor zu Leipzig. Thomanerchor, Leipzig 1982.
- Wolfgang Hanke: Die Thomaner. Union-Verlag, Berlín 1985.
- Stefan Altner, Roland Weise: Thomanerchor Leipzig. Almanach 1. 1996. ISBN 3-9804313-1-2.
- Gunter Hempel: Episoden um die Thomaskirche und die Thomaner. Tauchaer Verlag, Taucha 1997. ISBN 3-910074-67-7.
- Michael Fuchs: Methoden der Frühdiagnostik des Eintrittszeitpunktes der Mutation bei Knabenstimmen. Untersuchungen bei Sängern des Thomanerchores Leipzig,1997.
- Stefan Altner: Thomanerchor und Thomaskirche. Historisches und Gegenwärtiges in Bildern. Tauchaer Verlag, Taucha 1998. ISBN 3-910074-84-7.
- Georg Christoph Biller, Stefan Altner: Thomaneralmanach 4. Beiträge zur Geschichte und Gegenwart des Thomanerchors. Passage-Verlag, Leipzig 2000. ISBN 3-932900-33-2.
- Gert Mothes, Siegfried Stadler: Die Thomaner. Passage-Verlag, Leipzig 2004. ISBN 3-932900-91-X.
- Stefan Altner: Das Thomaskantorat im 19. Jahrhundert. Bewerber und Kandidaten für das Leipziger Thomaskantorat in den Jahren 1842 bis 1918. Quellenstudien zur Entwicklung des Thomaskantorats und des Thomanerchors vom Wegfall der öffentlichen Singumgänge 1837 bis zur ersten Auslandsreise 1920. Passage-Verlag,Leipzig 2006. ISBN 3-938543-15-9.
- Helga Mauersberger (Hrsg.): Dresdner Kreuzchor und Thomanerchor Leipzig. Zwei Kantoren und ihre Zeit. Rudolf und Erhard Mauersberger. Druck- und Verlagsgesellschaft Marienberg, Marienberg 2007. ISBN 978-3-931770-46-4.
- Sabine Näher: Singen zur Ehre Gottes. Thomaner erinnern sich. Evangelische Verlagsanstalt Leipzig, Leipzig 2012. ISBN 978-3-374-02998-3.
- Corinna Wörner: Zwischen Anpassung und Resistenz. Der Thomanerchor Leipzig in zwei politischen Systemen. Studien und Materialien zur Musikwissenschaft, 123. Georg Olms Verlag, Hildesheim, Baden Baden 2023, ISBN  978-3-487-16232-4. (Abstract)

## Filmografía
- Paul Gerhardt - der Film. Mit dem Thomanerchor Leipzig. Hansisches Druck- und Verlagshaus, Frankfurt am Main 2007. ISBN 3-938704-45-4.